# Weichelau
Weichelau ist ein Ortsteil der Gemeinde Dieterskirchen im Oberpfälzer Landkreis Schwandorf in Bayern.

## Geographische Lage
Weichelau befindet sich ungefähr einen Kilometer westlich von Dieterskirchen.

## Geschichte

### Anfänge bis 18. Jahrhundert
Im Visitationsprotokoll von 1582 wurde Weichelau (auch: Weychelaw) als Teil der Pfarrei Dieterskirchen aufgeführt.
1631 wurde Weichelau mit Kolmhof gleichgesetzt und mit einem Hof, 7 Rindern und zwei Schweinen als zur Hofmark Dieterskirchen gehörig aufgeführt.
1652 wurde Weichelau als zur Hofmark Dieterskirchen gehörig verzeichnet.
1661 nach Ende des Dreißigjährigen Krieges war der Hof in der Einöde Weichelau verödet.
Ende des 18. Jahrhunderts gab es in Weichelau drei Anwesen, die zum Pflegamt Murach gehörten.

### 19. Jahrhundert bis Gegenwart
Zu Beginn des 19. Jahrhunderts wurde staatlicherseits versucht, die Verwaltungsstruktur zu vereinfachen und – gegen den zähen Widerstand der Besitzer – die Gerichtsbarkeit auf den Staat zu übertragen. Dieser Prozess verlief in mehreren Schritten.
Durch Säkularisation und Mediatisierung wurden die zersplitterten territorialstaatlichen Gebilde und die differenzierte Struktur der gerichts- und grundherrlichen Zuordnungen beseitigt und versucht, die gutsherrlichen Rechte nach und nach zu reduzieren.
Es wurden Landgerichte älterer Ordnung gebildet.
Entsprechend einer Verordnung von 1808 wurde das Landgericht Neunburg vorm Wald in 55 Steuerdistrikte unterteilt.
Dabei bildete Dieterskirchen mit den Ortschaften Bach, Dieterskirchen, Kolmhof, Pottenhof, Pottenhofermühle, Saggau, Silbermühle, Stegen und Weichelau einen Steuerdistrikt.
In Weichelau gab es 7 Anwesen, 44 Einwohner, einen Weber.
1820 wurden Ruralgemeinden gebildet.
Dabei entstand die Ruralgemeinde Bach, die aus der Ortschaft Bach mit 19 Familien, der Ortschaft Weichelau mit 6 Familien und der Ortschaft Saggau mit 2 Familien bestand.
Zum Stichtag 23. März 1913 (Osterfest) wurde Weichelau als Teil der Pfarrei Dieterskirchen mit 7 Häusern und 46 Einwohnern aufgeführt.
Weichelau wurde 1964 als Ortsteil der Gemeinde Bach verzeichnet. Als die Gemeinde Bach 1975 aufgelöst wurde, gelangte Weichelau zur Gemeinde Dieterskirchen.
Am 31. Dezember 1990 hatte Weichelau 38 Einwohner und gehörte zur Pfarrei Dieterskirchen.